# Joseph Chaim Sonnenfeld

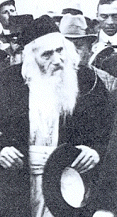
Joseph Chaim Sonnenfeld

Joseph Chaim Sonnenfeld (geb. 1. Dezember 1848 in Verbó, Königreich Ungarn (heute Vrbové, Slowakei); gest. 26. Februar 1932 in Jerusalem, auch Zonnenfeld) war Großrabbiner und Mitbegründer der Edah HaChareidis, einer noch heute existierenden antizionistischen Charedim-Gemeinde in Jerusalem, während der Zeit des Britischen Mandats in Palästina. Ihm wurde ursprünglich nur der Name Chaim gegeben; der Name Josef wurde hinzugefügt, während er eine Erkrankung durchlitt. Sein Vater Rabbiner Avraham Shlomo Zonnenfeld starb, als Chaim fünf Jahre alt war.
Er war Schüler von Rabbiner Samuel Benjamin Sofer (dem Ksav Sofer), dem Sohn von Rabbiner Moses Sofer (dem Chasam Sofer). Er war des Weiteren Schüler von Rabbi Avraham Schag in Kobersdorf (welcher seinerseits wiederum Anhänger von Chasam Sofer war). Im Jahr 1873 verließ er Kobersdorf und ging nach Jerusalem.
Er wurde zu einer bedeutenden Person in der Altstadt von Jerusalem, wo er als rechte Hand von Rabbiner Yehoshua Leib Diskin diente und diesen bei Tätigkeiten innerhalb der Gemeinde unterstützte, wie der Gründung von Schulen und dem Diskin-Waisenhaus oder dem Kampf gegen den Säkularismus. Er weigerte sich, den deutschen Kaiser Wilhelm II. zu treffen, der die Jerusalemer Altstadt 1898 besuchte, da er glaubte, der Kaiser wäre ein Nachfahre der Amalekiter (biblische Feinde der Hebräer). Sonnenfeld schickte einen Delegierten, Jacob Israël de Haan, einen niederländischen Autor, der zum Baal Teschuwa (ein Rückkehrer zum Orthodoxen Judentum) wurde, nach Jordanien mit einem Friedensvorschlag für König Abdallah ibn Husain I.
Entgegen anderslautenden Berichten hatte Sonnenfeld ein warmes und auf gegenseitigem Respekt beruhendes Verhältnis zu Rabbiner Abraham Isaak Kook, wenngleich beide eifrige Gegner in vielen Bereichen waren. Beide reisten 1913 in den Norden Palästinas, um nichtpraktizierende Juden zum Tora-Judentum zurückzuholen.
Joseph Sonnenfeld war Antizionist.